# エリック・ドナルド・ハーシュ
エリック・ドナルド・ハーシュ（Eric Donald Hirsch, Jr.  1928年3月22日 - ）は、アメリカの教育学者、リテラシー研究者。現在では現役を退いてはいるが、最近までバージニア大学の教授であった。著作『文化リテラシー』（Cultural Literacy ）で有名である。

## 経歴
アメリカのテネシー州メンフィスで生まれ、コーネル大学やイェール大学で教育を受け、大学で英語学を教えながら、ロマン主義の詩学を研究する学者として出発した。彼の初期の研究としては、学位論文を加筆修正した『ワーズワースとシェリング』（1960年）、ウィリアム・ブレイク研究を行った『純潔と体験』（1964年）などが挙げられる。
その後、彼の関心は文学解釈や解釈学に移行する。『解釈における妥当性』（1967年）、『解釈の目的』（1976年）の中では、新たに登場してきていた批判的・ポスト近代的主張に多く見られた考え方に反し、作者の意図こそが意味を決定する要素であると主張した。ハーシュは、筆者の意図である「ミーニング」（meaning）と、読者や批評家によって知覚される「シグニフィカンス｝（significance）を区別した。1977年、ハーシュは『誌の哲学』を出版した。その中で彼は、何が散文を読みやすく、または読みにくくするのか、という疑問に挑んだ。

## 文化リテラシー
詩に関する研究をきっかけとして、ハーシュの関心に大きな変化が生じた。ハーシュはバージニア州の2つの大学において、読解力に関するテストを実施してみた結果、文章の読解力が理解力を左右する重要な要因ではあるものの、さらに重要な要因はその背景にある知識であることを発見した。ヴァージニア大学の学生はグラント将軍やリー将軍の文章を理解することができたが、コミュニティ・カレッジの学生たちは南北戦争に関する基礎的な知識が不足しているため文章の理解に苦労した。
ここからハーシュは、文章を読むためには単なる形式的な記号読解技術だけでなく、その背景にある幅広い知識を必要とするという考えである文化リテラシー（Cultural Literacy）の概念を築いていく。そして学校が教える内容は曖昧であってはならず、十分に具体化された教育内容を教えるべきであり、このような教育を通じてこそ、子どもたちは筆者が考えたことを理解できるようになるのだ、という結論に達した。
ハーシュは1986年にコア・ナレッジ財団を設立し、翌年に『文化リテラシー：すべてのアメリカ人が知っておきたいこと』（Cultural Literacy: What Every American Needs to Know, ISBN 978-0394758435）を出版した。1988年には『文化リテラシー辞典』（The Dictionary of Cultural Literacy ）の共同編集も担当している。『文化リテラシー』はベストセラーになり、『サタデーナイトライブ』で茶化されたりもした。しかしハーシュの考え方は、大きな論争を巻き起こすものであった。彼自身はリベラルな考え方を持っているのだが、ネオコンと非難され、また保守的および白人的な教育内容、「反復ばかり」教育の提唱者、反動勢力の支持者としても非難された。ハーシュの理論は、各個人の学習スタイルの違いを無視していることと、マイノリティの情報が欠けていることが批判されている。
1996年、ハーシュは『我々が求めている学校は、なぜに存在しないのか』（The Schools We Need: And Why We Don't Have Them, ISBN 978-0385495240）を出版した。その中で、ハーシュは、アメリカで主流を占めている非現実的で非知識型の教育理論によって、アメリカの教育における成果が上がらないばかりか、人種・階級間の不平等を助長していると指摘した。ハーシュによれば、アメリカ教育理論の関心は子どもの「批判的思考法」を育むことにあるが、実際の内容を教えること軽視している。ハーシュはそれを「ただの反復学習」と名づけ、それこそが聡明な子どもを育てることを失敗へと導く態度であると主張した。
1997年になると、ハーシュは「コアナレッジ・シリーズ」を出版し始めた。それぞれの本が小学校段階の特定学年で教えるべき技能に焦点を当てている。幼稚園から第6学年までの様々な本が用意されており、さらに小学校全課程で扱うべきもの概要を記述する本もある。2006年には『知識不足』（Knowledge Deficit, ISBN 978-0618657315）を出版し、再び、読解力不足の原因は背景にある知識不足であるという論を唱えている。
ハーシュに対する反論は、アルフィー・コーン著の『我々の子ども達にふさわしい学校とは：既成の教室や「より厳しい標準」以上のものへ』（The Schools Our Children Deserve: Moving Beyond Traditional Classrooms and "Tougher Standards" ）などに見られる。

## 日本語訳された著書
- 教養が国をつくる―アメリカ建て直し教育論（ISBN 978-4484881102） 原題：Cultural Literacy: What Every American Needs to Know
- 基本英単語5000でわかるアメリカ（ISBN 978-4484901367） 原題不明
- アメリカ教養辞典（ISBN 978-4621043196） 原題：The Dictionary of Cultural Literacy
- アメリカ教養辞典 普及版―神話から科学技術まで（ISBN 978-4621072455） 原題：The New Dictionary of Cultural Literacy: What Every American Needs to Know